# Châsse de Charlemagne

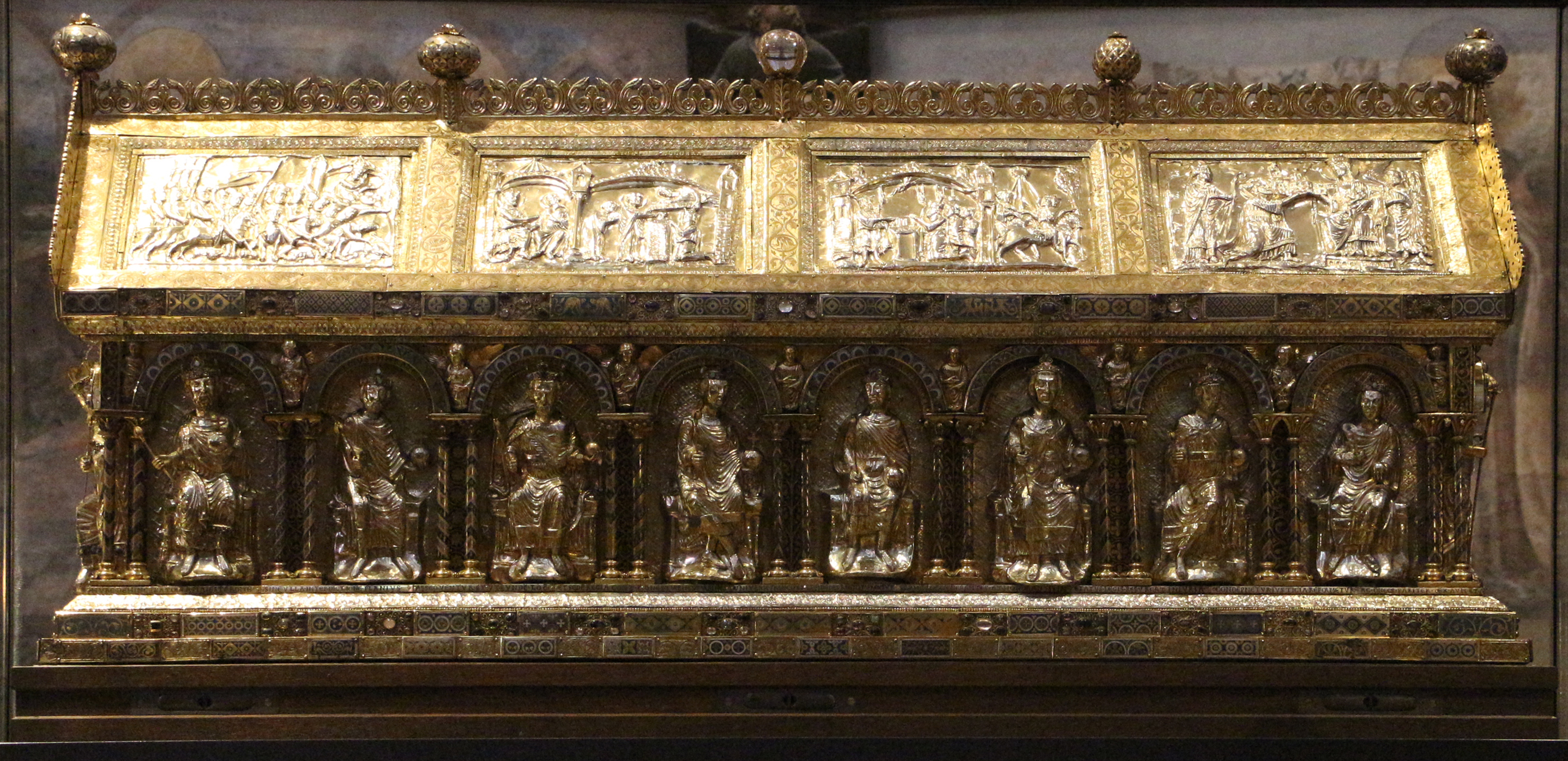
Châsse de Charlemagne.

La châsse de Charlemagne, placée dans le chœur  gothique de la cathédrale d'Aix-la-Chapelle, a été créée après 1182 dans un atelier d'orfèvrerie aixois et a été achevée pour le couronnement de l'empereur Frédéric II en l'an 1215.
L'empereur Frédéric Barberousse, le grand-père de Frédéric II, avait fait transférer en 1165 les ossements de Charlemagne  de sa tombe à la chapelle palatine d'Aix. Frédéric II surveille personnellement la transfert des ossements et la fermeture de la châsse le 27 juillet 1215, la première date anniversaire de la  bataille de Bouvines qui a décidé de l'issue de la longue lutte pour la succession impériale. Deux jours avant, Frédéric II est définitivement couronné Roi des Romains.

## Description

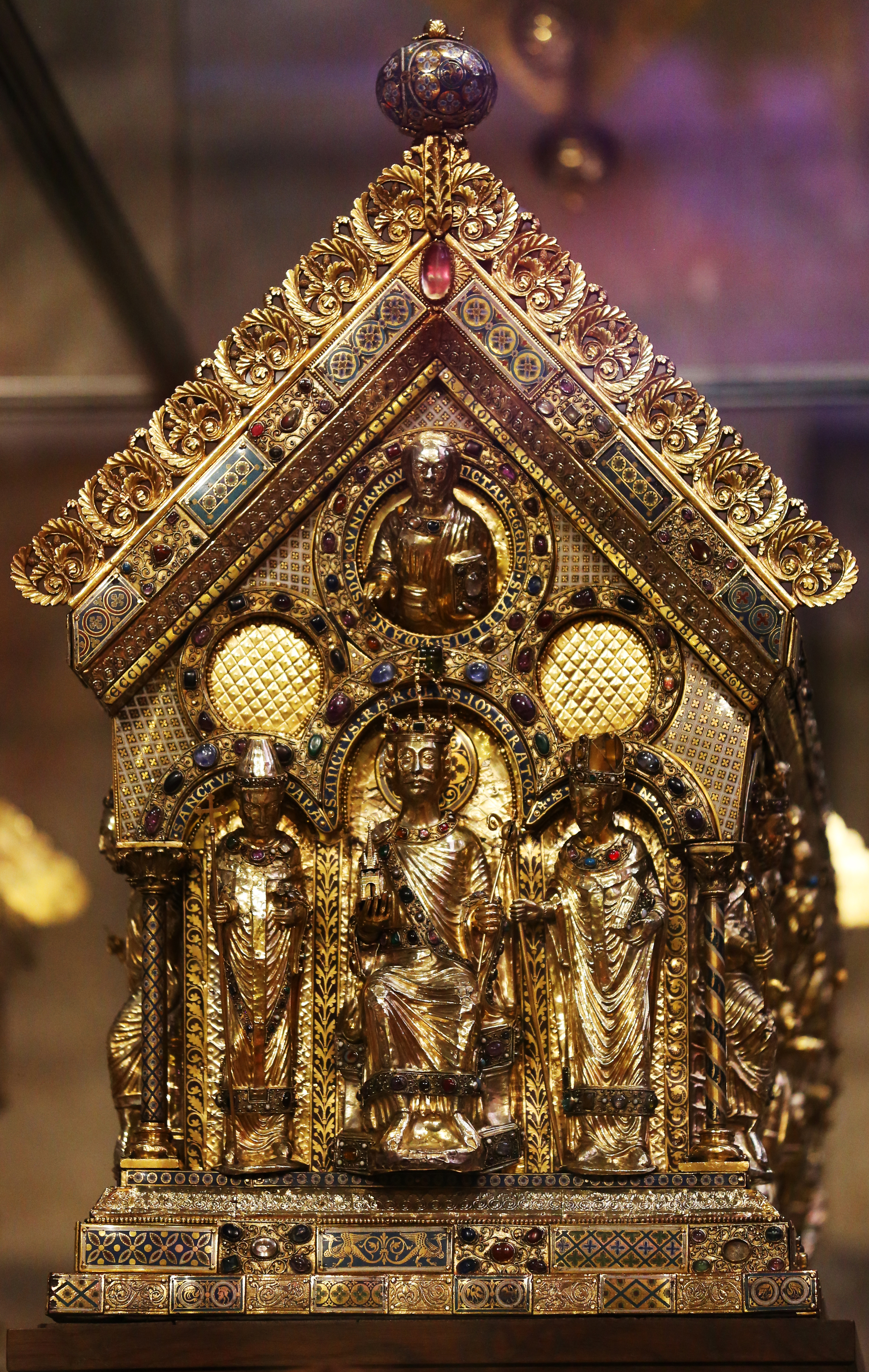
Pignon avant : Charlemagne intronisé, le pape Léon III à sa droite et l'archevêque Turpin de Reims à sa gauche. Au-dessus de Charlemagne le Christ en demi-buste.

La châsse est longue de 2,04 mètres, large de 0,57 mètre et haute de 0,94 mètre, Elle a la forme traditionnelle des châsses de la fin du XIIe siècle, d'une église à nef unique sans transept. La caisse, en bois de chêne, est recouverte d'argent doré, de cuivre doré, de filigranes, de pierres précieuses, d'émaux et de plaques d'émail brun. Le double socle de la base est décoré de plaques d'émail, de gravures, de filigranes et de timbres en argent avec décorations florales. Les deux côtés longs contiennent huit arcades reposant sur des doubles colonnes émaillées, sous lesquelles trônent les empereurs et les rois de l'empire.
Le pignon avant montre Charlemagne intronisé, le pape Léon III se tenant à sa droite et l'archevêque Turpin  de Reims à sa gauche. Au-dessus de Charlemagne figure le Christ en demi-buste dans un medaillon.
Sur le pignon arrière, la Vierge à l'Enfant trône entre les archanges archanges Michel et Gabriel. Au-dessus, trois demi-figurines personnifient les trois vertus théologales : la foi, l'espérance et la charité.
Chacun des deux côtés du toit présente quatre reliefs avec des scènes de l'histoire légendaire de l'empereur, conduit sur le chemin de sa vie par un appel divin. La source littéraire de ces reliefs est le pseudo-Turpin, un manuscrit du XIIe siècle. Une copie contemporaine se trouve dans les archives de la cathédrale d'Aix-la-Chapelle ; l'original constitue le troisième livre du Codex Calixtinus de Jacques de Compostelle.. Des peignes en cuivre doré et cinq nœuds décorent le faîtage du toit et les gables.
Sur chacun des deux côtés latéraux sont représentés huit empereurs. Sur le côté droit vu de l'empereur de gauche à droite :  Henri II, Otton III, Otton Ier, Otton III, Charles III le Gros, un roi sans nom, Henri VI et Frédéric II. Sur l’autre côté figurent Henri III, Zwentibold, Henri VI, Henri IV, Henri Ier, Lothaire Ier et Louis le Pieux.
Le programme iconographique est marqué par la conception impériale de la staufischen. Charlemagne est le représentant du Christ ; sur le pignon il est plus grand que le pape et archevêque. Les reliefs du toit illustrent à leur tour ce caractère impérial.

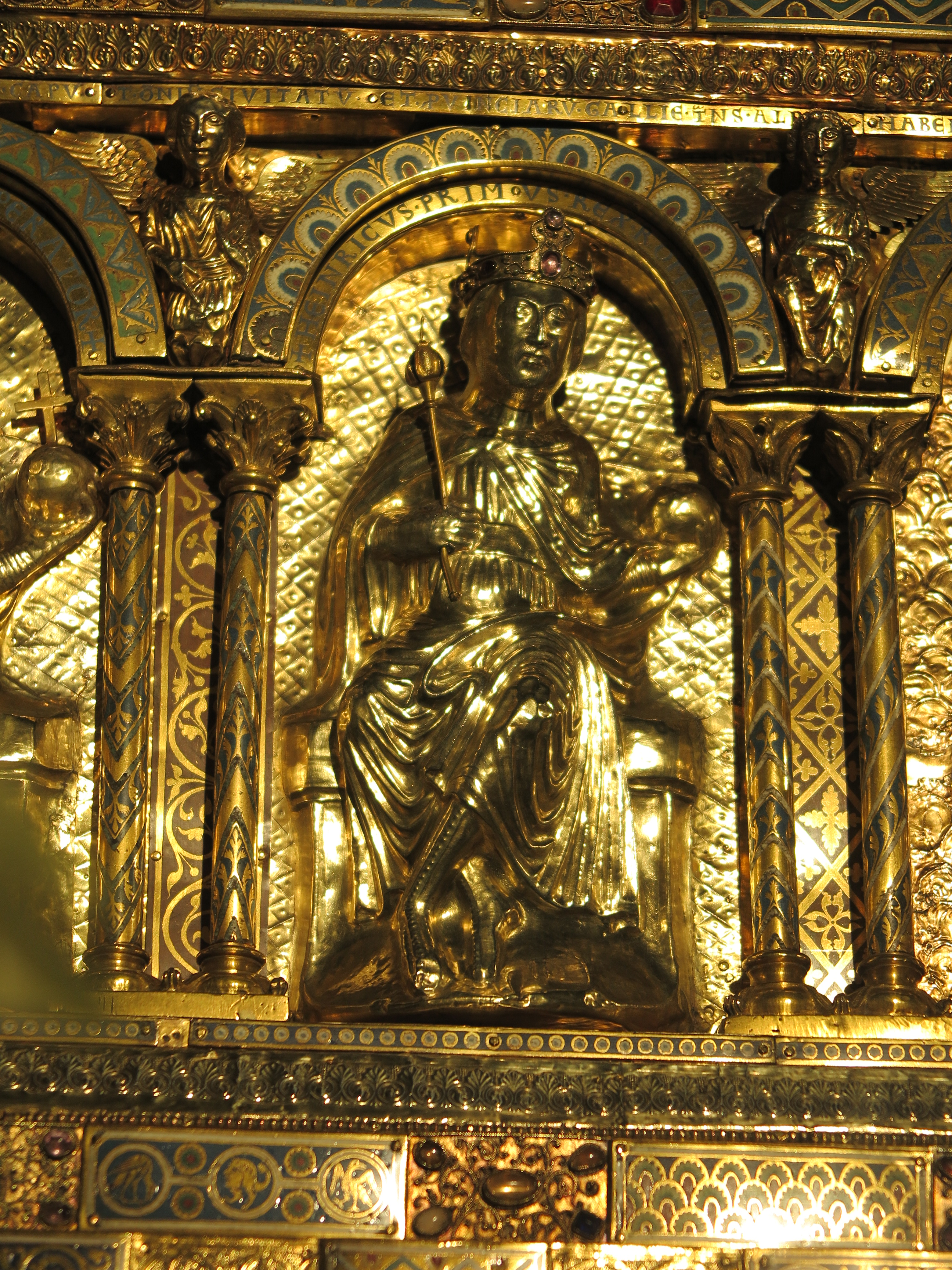
Henri Ier de Germanie
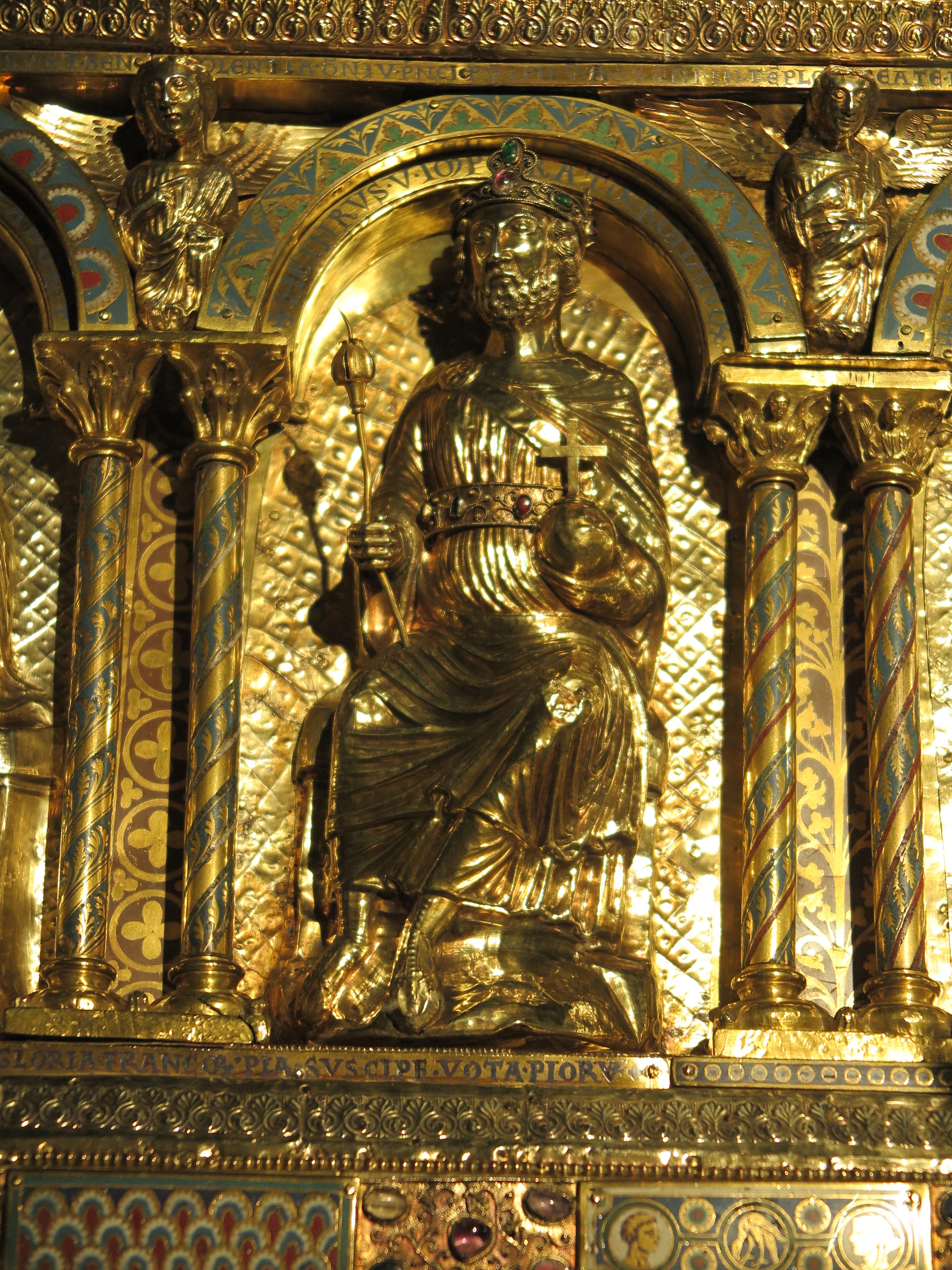
Henri V
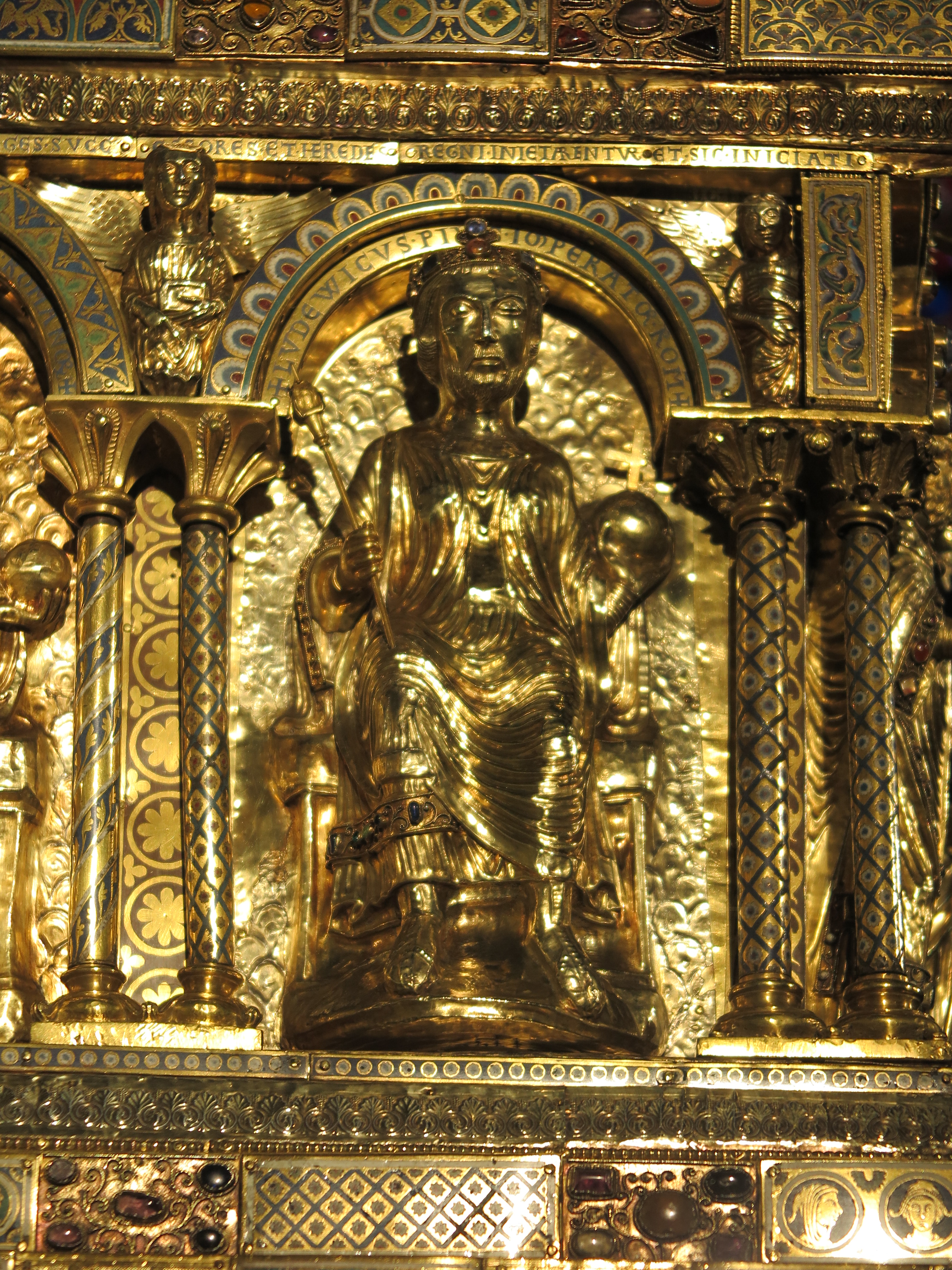
Louis le Pieux
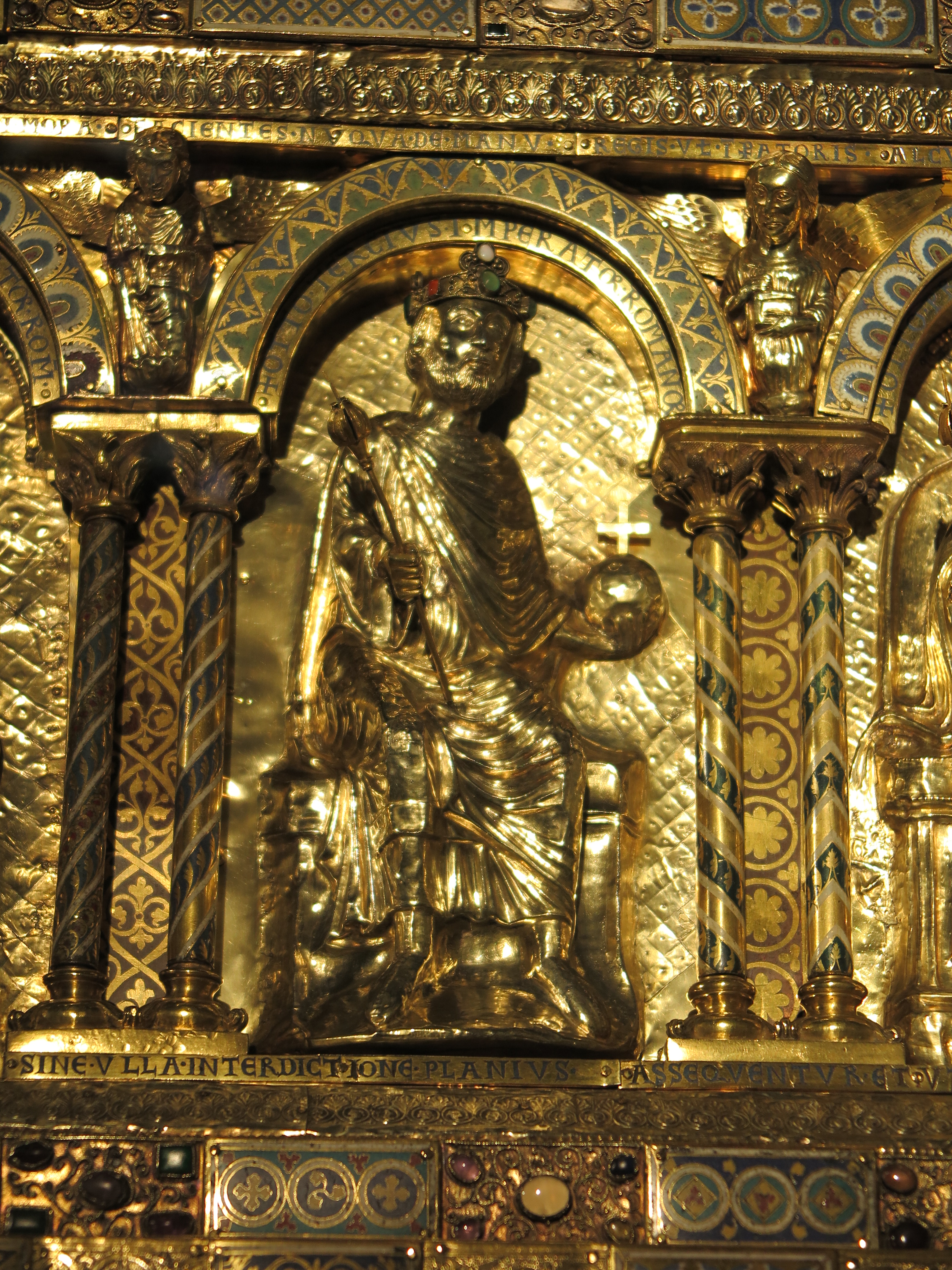
Otton III
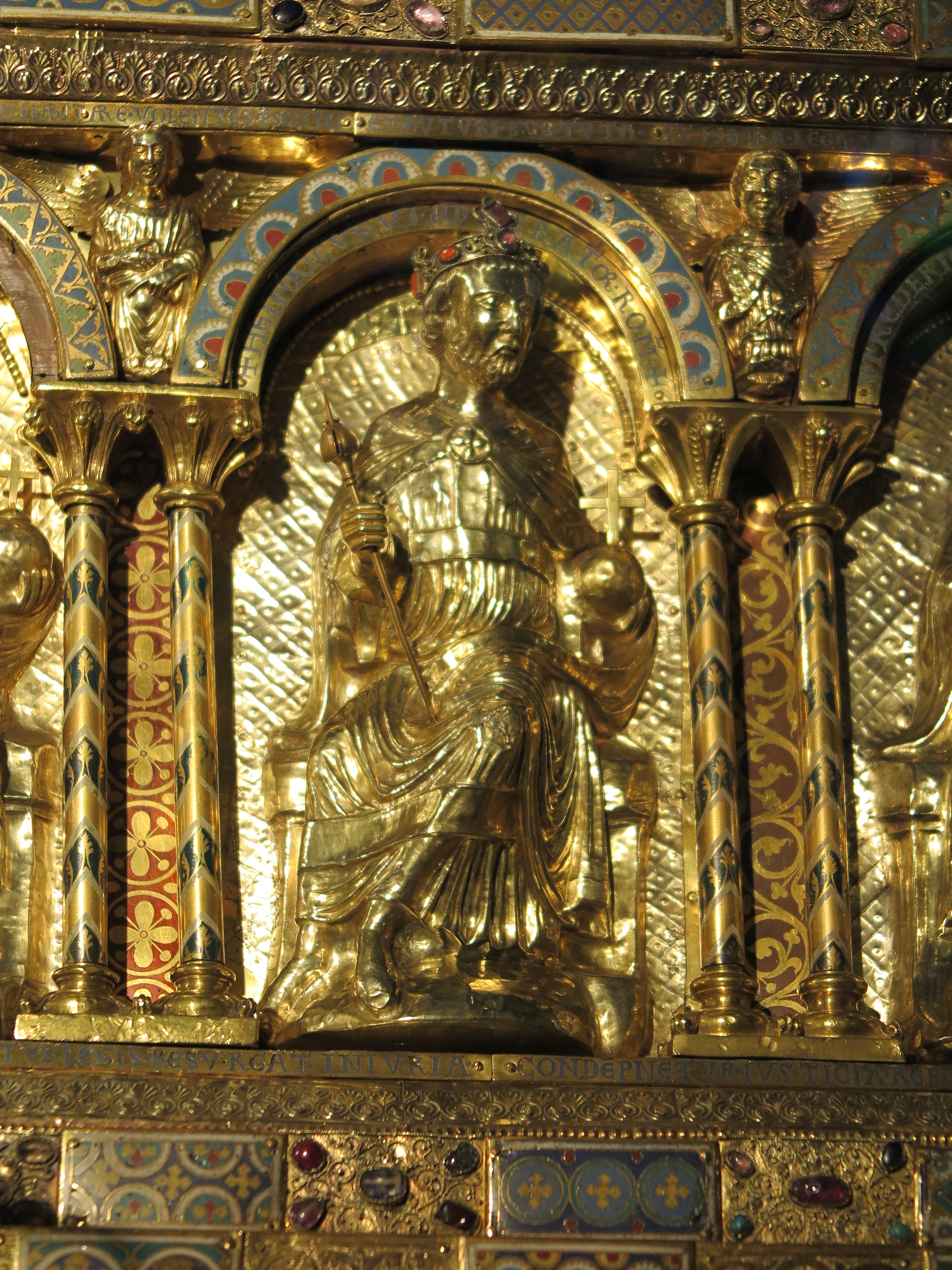
Henri VI

## Style
La châsse s'insère dans la tradition des châsses de l'art mosan est montre un style uniforme à l'exception des reliefs sur le toit. Son créateur est peut-être de l'atelier de la châsse de saint Servais, dans la Basilique Saint-Servais à Maastricht, alors que le créateur des reliefs a peut-être participé vers 1220 à la fabrication de la châsse de Marie de la Cathédrale d'Aix-la-Chapelle (de).

## Restauration 1983–88
Le 30 janvier 1983 le tiroir contenant les ossements de Charlemagne est détaché et repositionné dans une châsse provisoire en bois. La châsse elle-même est transportée dans un atelier d'orfèvrerie à proximité de la cathédrale. Dans cet atelier, deux orfèvres, Gerhard Thewis et Peter Bolg, ont travaillé pendant cinq ans à la conservation de l'œuvre, sous la direction scientifique de Herta Lepie (de) ; un soin particulier a été porté à la réversibilité des travaux. Les dorures du Moyen Âge ont pu être remises à jour. La détermination de l'âge du chêne employé a montré que l’arbre a été abattu vers 1182.